# Jacques Vergier
Jacques Vergier, né à Lyon le 3 janvier 1655 et assassiné le 23 août 1720 à Paris, est un commissaire de marine, président de chambre de commerce et poète français.

## Biographie
D’un père maitre cordonnier, Vergier porta d’abord l’habit ecclésiastique, qu’il quitta pour prendre l’épée. Il entra ensuite dans l’administration, le 2 octobre 1688 avec un emploi d’écrivain principal. Le 1er février 1690, il passa commissaire ordre aux appointements de 200 livres par mois. En 1690, il est à Brest, d’où il adressa à Mme d’Hervart, l’autre à La Sablière de La Fontaine, deux lettres, la première en prose spirituelle, la seconde en couplets faciles et galamment tournés. Le 29 janvier 1693, il fut envoyé à Rochefort, d’où il passa à Dunkerque, le 11 avril 1695. C’est de ce port, où il avait la fonction de commissaire ordonnateur de la marine et président du conseil de commerce, qu’il adressa six jolies épitres à Jérôme de Pontchartrain, qui lui avait écrit une lettre fort obligeante, le 19 septembre 1694. Dès lors, le jeune ministre et le poète furent alors sur le pied de l’amitié. En 1695, au moment où les Anglais bombardaient Calais, Vergier passa de Dunkerque dans ce port, avec le commissaire Lempereur, composant, au sujet de ce voyage, une chanson épigrammatique d’un joli gout sur lui-même et sur son camarade. En 1696, ayant fait sur le Maure, vaisseau commandé par Jean Bart, une campagne dans le Nord, il peignit, à son retour, en vers naturels et plaisants, son état pendant cette navigation, mais il trouva dans le marin dunkerquois un homme assez indifférent aux choses de la poésie et du beau langage.
De 1697 à 1712, il resta attaché au port de Dunkerque, estimé des marchands et du peuple. En mars 1712, il alla à Abbeville pour hâter la levée de quarante canonniers qu’on devait diriger sur Maubeuge. Sa mission remplie, il écrivit à Pontchartrain pour lui demander la permission de se rendre à Paris pour consulter des médecins en raison de mauvais état de santé. Arrivé à Paris le 15 avril, il y était encore le 30. Le ministre lui ayant donné, le 13 avril 1707, le contrôle de la marine et des galères, il exerçait sa charge à Dunkerque, tout en rimant, pour se désennuyer de la prose administrative qu’il recevait de la cour, des contes galants et un peu libres, des couplets qui faisaient fortune à Paris, où ils se répandaient bien vite, avec les contes, et attendant de recevoir la permission de quitter le service. Il en était là quand le ministre lui donna l’ordre d’aller rejoindre, à Londres, le duc d’Aumont qui, le connaissant, l’avait demandé.
À Londres, sous le duc d’Aumont, qui y était en ambassade extraordinaire, Vergier devait étudier certaines parties de l’administration de la marine. C’était, d’ailleurs, une sorte de voyage d’agrément que l’ambassadeur voulait faire faire au poète, qui, le 20 novembre 1712, avait adressé au duc, à propos du cordon bleu que le roi venait de lui donner, une de ces épitres familières, dans lesquelles il faisait entrer un conte d’ordinaire assez peu édifiant. Le duc donnait à Vergier un compagnon, un artiste qui commençait à se faire connaitre aux Gobelins, François Desportes. Il parait qu’à Londres, l’ambassadeur et Desportes n’amusèrent que très médiocrement Vergier, car il poursuivit de l’autre côté de la Manche l’idée devenue fixe chez lui de quitter Dunkerque et la marine. Il chercha un acquéreur pour sa charge, et trouva un monsieur de Châteauneuf ; il en écrivit au ministre, qui lui répondit, le 7 juin 1713, qu’il ne pourrait vendre sa charge tant qu’il serait en Angleterre pour le service, y ayant été envoyé en qualité de commissaire de marine.
Vergier eut néanmoins la permission de traiter de sa charge, le 28 juin 1713, à condition toutefois de rester à Londres et d’y continuer son service. Au mois de septembre 1714, Le duc d’Aumont dut revenir à Paris et Vergier, qui, le 2 de ce mois, s’était défait de sa charge, resta quelque temps encore pour terminer les affaires commencées. La cour l’ayant enfin autorisé à quitter l’Angleterre, il revint à Dunkerque, que démantelait la paix d’Utrecht. Il assista triste et humilié à la destruction de cette place où il avait vécu si longtemps, et, après avoir exhalé ses plaintes en vers et en prose, il revint à Paris qu’il ne devait plus quitter. Il avait servi vingt-six ans. Dix-sept lettres datées de Dunkerque de l’année 1712 de vergier prouvent que le poète était propre aux affaires autant qu’aux jeux de l’esprit. Son style administratif est simple, clair, sans affectation ambitieuse, sans recherche de la forme littéraire, mais d’un tour et d’une correction peu communs aux employés de la marine de son temps. 
Se retirant entre minuit et une heure, sans laquais et sans lumière, après avoir soupé chez Madame Fontaines, il fut assassiné, au coin de la rue du Bout-du-Monde, aboutissant dans la rue Montmartre, par trois personnes masquées, qui lui donnèrent un coup de pistolet à la gorge et trois coups de poignard dans le cœur. La cause de cet assassinat fut d’abord inconnue car on ne connaissait à Vergier, d’un caractère très doux et d’un commerce très agréable, aucun ennemi et il ne fut pas volé. On pensait à une méprise lorsqu’un complice de Cartouche, nommé Rozy, connu sous le nom de Chevalier Le Craqueur, avoua ce meurtre avec plusieurs autres : il avait l’intention, avec ses deux complices, de voler Vergier, mais en fut empêché par une voiture qui passait au moment où ils venaient de le tuer. Les circonstances de ce meurtre donnèrent lieu à quelque théories du complot accusant le Régent d’avoir voulu faire assassiner l’auteur des Philippiques et que les aigrefins auraient pris Vergier pour Lagrange-Chancel. Vergier est inhumé à Saint-Sauveur, près de Colletet et des acteurs Gauthier-Garguille, Gros-Guillaume, Turlupin et Belleroche.

## Œuvres
Il a composé des Chansons, des Odes, des Sonnets, des Contes, des Madrigaux, des Épithalames, des Épigrammes, des Fables, des Épîtres, des Parodies. Rousseau de Paris l'a surnommé l’« Anacréon français » pour ses chansons de table dont aucune n'est restée, et Voltaire a dit de lui : « Vergier est, à l'égard de La Fontaine, ce que Campistron est à Racine, imitateur faible, mais naturel ».
La meilleure édition de ses ouvrages est celle de Lausanne, 1750, 2 volumes in-12°. 

## Sources
- Claude Bréghot du Lut, Mélanges biographiques et littéraires pour servir à l’histoire de Lyon, Lyon, Jean-Marie Barret, 1828, 522 p., p. 291, lire en ligne.
- Auguste Jal, Dictionnaire critique de biographie et d’histoire, Paris, Henri Plon, 1867, p. 1252-4, lire en ligne.